# Waltraut Kotschy
Waltraut Kotschy (* 1944) ist eine österreichische Expertin für Datenschutz und E-Government. Seit 2004 bis zu ihrem Übertritt in den Ruhestand mit Ende Juni 2010 war sie für die Datenschutzkommission tätig und in dieser Eigenschaft Mitglied der Artikel-29-Datenschutzgruppe und der Gemeinsamen Kontrollinstanzen von Schengen, Europol und ZIS.

## Leben
Kotschy studierte Rechtswissenschaft an der Universität Wien und Betriebswirtschaftslehre an der Wirtschaftsuniversität Wien. Am dortigen Institut für Öffentliches Recht war sie in den 1970ern als Universitätsassistentin in verschiedene Projekte des österreichischen Bundeskanzleramts involviert, die die Verwendung von IT im Wissensmanagement zum Gegenstand hatten. Gegen Ende der 1970er Jahre spezialisierte Kotschy sich dann auf Datensicherheit. 1980 wurde sie geschäftsführendes Mitglied der österreichischen Datenschutzkommission. Von 1981 bis 1984 war sie als Bundesbeamtin in der Einheit für Datensicherheit im Bundeskanzleramt tätig. Von 1984 bis 1992 war Kotschy zusammen mit ihrem Ehemann im diplomatischen Dienst Österreichs im Ausland tätig.
Ab 1993 war sie, als Leiterin der für Rechtsfragen der elektronischen Datenverarbeitung und Verwaltungsreform zuständigen Abteilung im österreichischen Bundeskanzleramt, beteiligt an datenschutzbezogenen österreichischen legislativen Projekten – insbesondere Datenschutzgesetz 2000, E-Government-Gesetz (2004) und Registerzählungsgesetz (Modell einer Volkszählung über statistische Einheiten, die in keiner Phase der Zählung identifiziert sind) und Vertreterin Österreichs in datenschutzrelevanten Gremien der EU und des Europarates.
Von 2000 bis 2006 war Kotschy auch Datenschutzbeauftragte des Europarates. Neben ihrer Lehrtätigkeit (auch Universität Wien) und Vortragstätigkeit im In- und Ausland, war Kotschy besonders aktiv bei den Datenschutz-Themen „elektronischer Gesundheitsakt“, „Internationaler Datenverkehr, speziell auch: binding corporate rules“, „Datenschutzgerechte Identifikation und Pseudonymisierung“, „Datenschutzkompatible Volkszählung“, „Videoüberwachung“, „PNR-Daten-Übermittlung“ und „Corporate Compliance“.
2003 kam es im Zusammenhang mit einer gemeinsamen Presseerklärung der ARGE Daten und der Deutschen Vereinigung für Datenschutz zu einer gerichtlichen Auseinandersetzung zwischen Kotschy und Hans Gerhard Zeger, die damit endete, dass Zeger seine Aussagen „mit dem Ausdruck des Bedauerns“ zurückzog und sich gerichtlich verpflichtete, solche Aussagen in Hinkunft zu unterlassen.